# 提班
36°37′N 4°39′E / 36.617°N 4.650°E

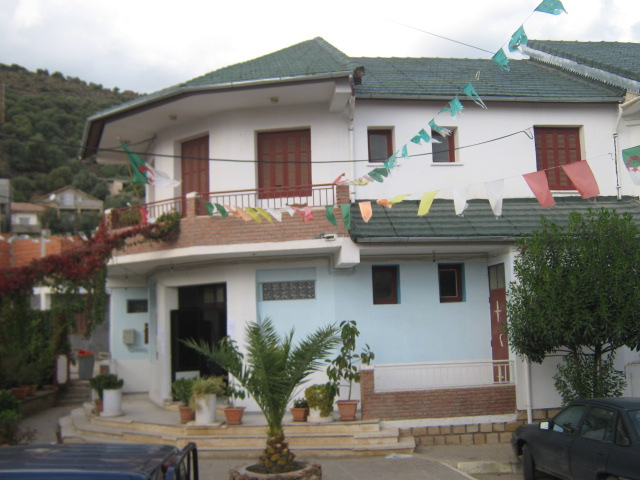
提班的市政厅

提班（阿拉伯语：‎），是阿爾及利亞的城鎮，位於該國北部貝賈亞省，由舍米尼區負責管轄，面積5平方公里，2008年該城鎮人口5,059，人口密度每平方公里937人。